# Burr Oak (Michigan)
Pour les articles homonymes, voir Burr Oak.
Burr Oak est un village du comté de Saint-Joseph, dans l'État du Michigan, aux États-Unis. En 2020, il comptait une population de 753 habitants.